# 洗心洞
洗心洞（せんしんどう）は、幕末(江戸時代末期)に、現在の大阪府、大阪市にかつて存在した大塩平八郎の私塾である。
大阪東町奉行で大塩を吟味役に取り立ててくれた高井実徳が、高齢を理由に奉行職を引退した後、大塩は与力を辞職し、与力時代から開いていた、洗心洞で『洗心洞箚記』を表すなど、教学に努めた。洗心洞の洗心とは『易』繋辞上伝の「聖人此を以て心を洗ひ、密に退蔵す」に由来する。その学則である「入学盟誓書」や教学の綱領である「学堂西掲」「学堂東掲」などが作成されたのが1825年（文政8年）であるため、このころ私塾としての体裁を整えたものと思われる。塾生17～18名、門弟40～50名程で、その出身は大坂町奉行の役人や周辺農村の豪農層が多かった。大塩は幕吏に与えられる敷地五百坪に及ぶ屋敷に住み、洗心洞はその一角に作られていた。森田康夫著の『大塩平八郎の時代　洗心洞門人の軌跡』(校倉書房　1993年)によると
。